# 1955
Cette page concerne l'année 1955 (MCMLV en chiffres romains) du calendrier grégorien.
L'année 1955 est une année commune qui commence un samedi.

## En bref
- 24 février : pacte de Bagdad.
- 17-24 avril : conférence de Bandung.
- 14 mai : signature du Pacte de Varsovie.
- Poursuite de la guerre d'Algérie.

## Relations internationales
- 18 - 23 juillet : ouverture à Genève de la première conférence des Quatre Grands depuis 1945[1]. Sans résultats concrets, la conférence se clôt cependant dans un esprit de détente (« l’esprit de Genève »)[2]. Relance des négociations sur le désarmement avec l’Union soviétique. Eisenhower propose un plan d’inspection aérienne réciproque (« open skies proposal ») auquel les Soviétiques opposent leur position traditionnelle[3] (diminution progressive devant aboutir à l’élimination des stocks d’armes nucléaires, accompagnée d’une réduction mutuelle des forces conventionnelles).
- 8 - 20 août : ouverture à Genève d’une conférence sur l’utilisation pacifique de l’énergie atomique[4].
- 10 décembre : le prix Nobel de la paix 1954 est décerné au Haut Commissariat des Nations unies pour les réfugiés[5].
- 14 décembre : entrée à l’ONU de 16 nouveaux membres, l’Albanie, la Jordanie, l’Irlande, le Portugal, la Hongrie, l’Italie, l’Autriche, la Roumanie, la Bulgarie, la Finlande, Ceylan, le Népal, la Libye, le Cambodge, le Laos et l’Espagne[6] (résolution 109 du Conseil de sécurité). L’entrée du Japon et de la Mongolie est refusée.

## Événements

### Afrique
- 5 mars : de retour à Douala après une visite à l’ONU, Ruben Um Nyobe, cité à comparaitre devant le tribunal, est obligé de se cacher au maquis. Il mène le soulèvement pour l’indépendance du Cameroun[7].
- 15 mai - 12 juin : visite du roi Baudouin Ier de Belgique au Congo et au Ruanda-Urundi[8].
- 22 - 30 mai : Émeutes de mai 1955 au Cameroun français. Interdiction de l’UPC (Union des populations du Cameroun) le 13 juillet, qui entre dans la clandestinité[9].
- 8-10 juillet : la réunion du comité de coordination du RDA à Conakry évoque la question de la désaffiliation des centrales syndicales africaines[10]. Kaolack (Sénégal) devient le comité général de la CGT : sécession de plusieurs sections et création de la CGTA (Confédération Générale des Travailleurs Africains). En janvier 1956, le Congrès constitutif de la CGTA propose d’organiser un congrès rassemblant « toutes les organisations syndicales et artisanales africaines »[11].
- 18 août : début de la guerre des Anyanya, guerre civile au Soudan entre populations noires animistes et chrétiennes au sud et celles du nord, arabes et musulmanes (fin le 12 mars 1972)[12].
- 18 octobre : Buganda Agreement. Une constitution établit un système ministériel en Ouganda. Les Africains obtiennent la moitié des soixante sièges du Conseil législatif. Retour du roi du Buganda Muteesa II[13].
- 2 novembre : célébration du jubilé du couronnement de l’empereur d’Éthiopie Hailé Sélassié[14]. Il proclame une nouvelle extension de la constitution le 4 novembre[15].
- 18 novembre : réforme municipale augmentant le nombre de communes en Afrique française[16].
- 19 décembre : à la suite de l’accord entre le Royaume-Uni et l’Égypte du 19 octobre 1954, le Parlement de Khartoum proclame à l’unanimité l’indépendance du Soudan (effective le 1er janvier 1956)[17].
- Décembre : publication en Belgique du plan Van Bilsen pour le Congo belge, qui prévoit la formation en trente ans d’une élite congolaise capable de participer à la gestion des affaires publiques (janvier 1956 pour la version française)[18].

- Le futur président de Côte d’Ivoire Félix Houphouët-Boigny forge le terme Françafrique pour définir les relations étroites entre la France et son « pré-carré », le continent africain[19].

#### Afrique du Nord

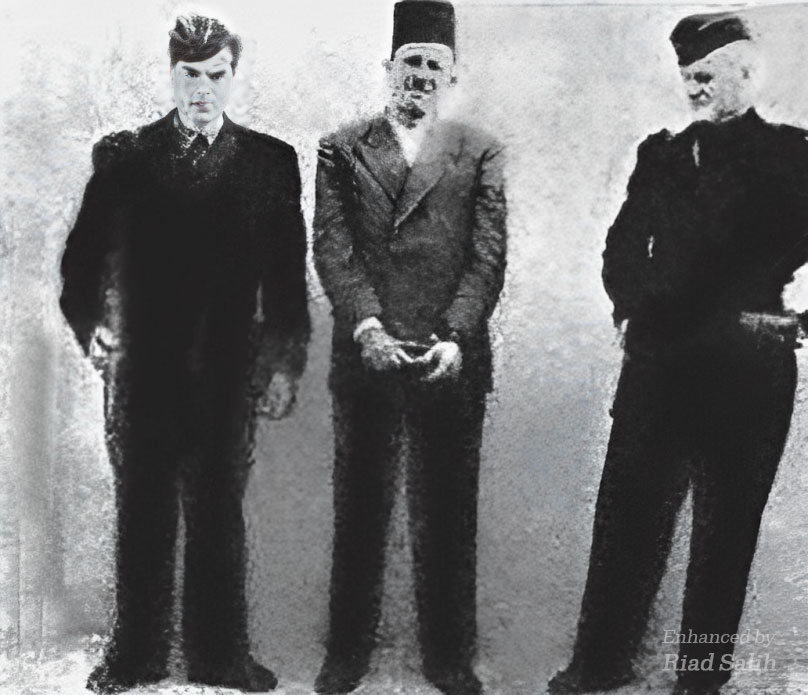
11 février : arrestation du révolutionnaire algérien Mostefa Ben Boulaïd en Tunisie.

- 18-21 janvier, guerre d'Algérie : 5 000 soldats français sont engagés dans le cadre de l’opération Véronique dans les Aurès[21].
- 25 janvier : Pierre Mendès France nomme gouverneur général d’Algérie un gaulliste libéral, Jacques Soustelle ; il arrive à Alger le 15 février[21].
- 20 mars : fondation de l’Union marocaine du travail[22].
- 30-31 mars : l’Assemblée nationale vote la loi sur l’état d’urgence. Le 3 avril, le président du Conseil Edgar Faure déclare l’État d’urgence pour six mois sur une partie de l’Algérie[21].

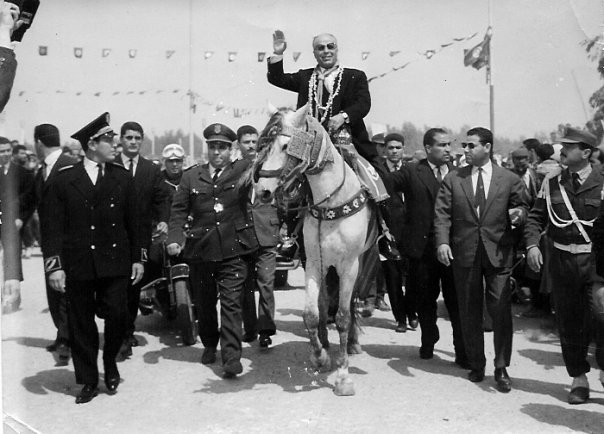
: retour triomphal de Habib Bourguiba, à cheval dans les rues de Tunis.

- 29 mai : les conventions franco-tunisienne accordant l’autonomie interne à la Tunisie sont paraphées (signées le 3 juin)[23]. Après trois ans d’exil, Habib Bourguiba revient dans son pays (1er juin). Il s’oppose à Salah Ben Youssef partisan de l’indépendance totale[24].
- 1er juin : rapport de Jacques Soustelle au gouvernement Edgar-Faure sur la situation en Algérie. Il préconise la création d'un Fonds d'investissement pour le développement économique et social, une réforme agraire, l'irrigation et la restauration des sols, la création de « secteurs d'amélioration rurale », la formation professionnelle et technique des indigènes, le développement des industries de transformation sur le littoral et de l’extraction du pétrole[25].
- 11 août : les quatre caïds de la confédération berbère des Zaian (Moyen- Atlas) adressèrent un télégramme au Résident Général affirmant leur loyauté au sultan déposé Sidi Mohammed ; ils sont rejoints par 52 caïds berbères[22].
- 19-20 août : le jour anniversaire de la déposition du sultan du Maroc Sidi Mohammed ben Youssef, ses partisans lancent de violentes émeutes à Oued Zem et à Khénifra où un nombre important de Français sont massacrés[21]. Les attentats provoquent la démission du résident général dont le plan de réforme n’a pas été accepté. Edgar Faure négocie avec toutes les tendances politiques.
- 20 août : vague d’attentats et de massacres dans le Constantinois[21].
- 24 août : rappel des réservistes pour l’Algérie[21]. Les forces de sécurité (armée, police, gendarmerie) passent de 60 000 en novembre 1954 à 100 000 en mai 1955 — dont 40 000 dans le Constantinois — et à 120 000 en septembre 1955[26].
- 6 novembre : accords de La Celle-Saint-Cloud mettant fin au protectorat français au Maroc. À la suite de la démission de Mohammed ben Arafa, Sidi Mohammed ben Youssef est reconnu comme sultan du Maroc. Le principe de « l’indépendance » dans l’interdépendance est reconnu[21].
- 10 novembre : retour triomphal à Rabat du sultan Mohammed Ben Youssef, qui s’appelle désormais Mohammed V du Maroc[21].

### Amériques

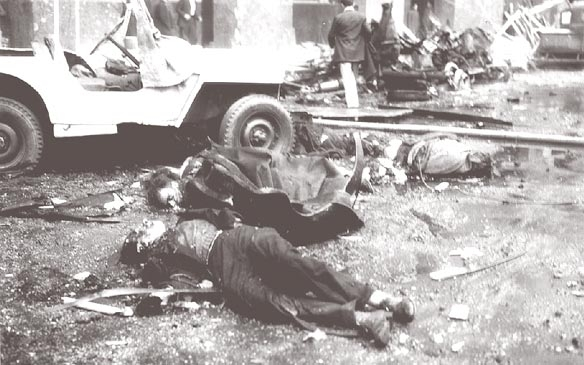
16 juin : bombardement de la Plaza de Mayo

- 2 janvier : assassinat du président de la République de Panama José Remon Cantera. José Ramón Guizado lui succède, mais est destitué par l’assemblée nationale le 15 janvier pour son implication dans l’assassinat de Remón Cantera. Il est condamné pour complicité de meurtre le 29 mars, puis blanchit après deux ans de détention[27].
- 11 janvier : prise de Ciudad Quesada par les opposants au régime de José Figueres Ferrer. Des forces armées venant du Nicaragua envahissent le Costa Rica[28].
- 12 janvier : le Parti national du peuple remporte les élections législatives jamaïcaines ; Norman Manley devient ministre en chef de la colonie[29].
- 17 mars : émeute au Forum de Montréal. Le joueur étoile de hockey de l’époque Maurice Richard est exclu des séries éliminatoires[30]. L’évènement marque le début de la Révolution tranquille au Québec.

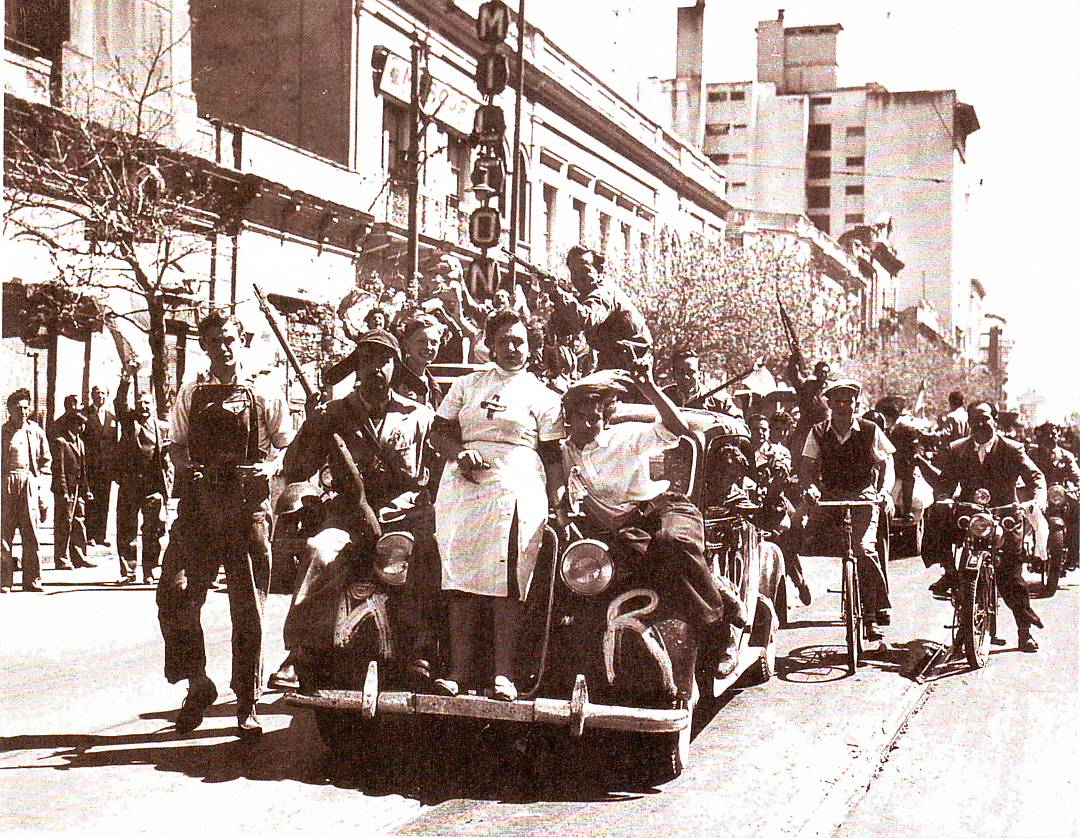
Célébration de la Révolution libératrice dans les rues de Córdoba.

- 16 juin : bombardement de la Plaza de Mayo à Buenos Aires par l’aviation navale argentine lors d’une tentative de coup d’État contre le président Juan Perón[31].
- 17 juillet : ouverture de Disneyland à Anaheim en Californie, c'est le premier parc de la Walt Disney Company.
- 25 juillet-4 août : Première Conférence générale de l’épiscopat latino-américain et caribéen à Rio de Janeiro au Brésil, réclamée par le pape Pie XII, qui débouchera sur la création du Conseil épiscopal latino-américain (CELAM).
- 28 août : assassinat du jeune Emmett Till à l'âge de 14 ans.
- 16-23 septembre : Révolution libératrice en Argentine ; chute du président Juan Perón, renversé par un coup d’État militaire le 19. Il est forcé à l’exil. Le 23 septembre, le général Eduardo Lonardi est investi Président de la République par la junte militaire. Il promet « ni gagnants, ni perdants ». Soupçonné de péronisme, il⋅ est remplacé le 13 novembre par le général Pedro Aramburu[32].
- 3 octobre, Brésil : Juscelino Kubitschek est élu président de la République. Investi le 31 janvier 1956, il va tenter de relever le pays, mais devra faire face à des émeutes estudiantines et ouvrières[33].
- 5 décembre : début du boycott des bus de Montgomery à la suite de l'arrestation de Rosa Parks, aux États-Unis[34].

### Asie et Pacifique
- 19 janvier, première crise du détroit de Taïwan : l’Armée populaire de libération s'empare des Îles Tachen. Les civils et les troupes taïwanaises sont évacués par l’US Navy entre le 8 et le 12 février[35]. Les combats continuent dans la côte avoisinante de Zhejiang ainsi que les îles Matsu. Entre le 18 et le 20 janvier, la garnison des îles Yijiangshan tombe[36].
- 24 janvier : au Cambodge, Leng Ngeth est nommé Premier ministre[37].
- 23 février : ouverture de la conférence des ministres des affaires étrangères des pays membres de l’Organisation du traité de l’Asie du Sud-Est (OTASE) à Bangkok[38].
- 28 février–26 mai : éruption du Kīlauea à Hawaï[39].
- 2 mars : le roi du Cambodge Norodom Sihanouk, attaqué par le parti démocrate du prince Youthevong, abdique en faveur de son père le prince Norodom Suramarit, tout en conservant le gouvernement. Le 16 mars, il annonce la création du Sangkum Reastr Niyum (communauté socialiste populaire), qui regroupe les factions (statuts publiés le 19 avril)[40].
- 13 mars : début du règne de Mahendra Bir Bikram Shah, roi du Népal. Il poursuit la politique de démocratisation :  le 8 mai, il réunit une conférence des principaux partis et organisations sociales du pays, et le 8 août annonce des élections pour octobre 1957[41].
- 1er avril : l’Inde abandonne à la Chine le contrôle du réseau téléphonique, télégraphique et postal du Tibet[42].

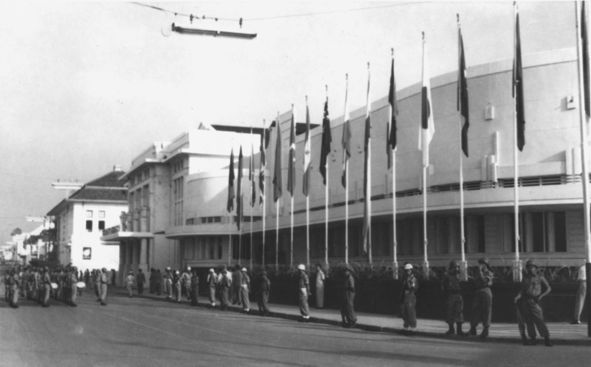
17-24 avril : conférence de Bandung.

- 17 - 24 avril : conférence de Bandung. Réunie à l’initiative du « groupe de Colombo » (Inde, Ceylan, Birmanie, Indonésie et Pakistan), elle regroupe les représentants de 29 pays d’Asie et d’Afrique. ). Seuls les cinq États souverains africains y participent (Égypte, Éthiopie, Liberia, Libye, Soudan) avec les délégations du FLN algérien et du CPP au pouvoir en Gold Coast. Le colonialisme sous toutes ses formes y est condamné. L’Inde devient avec Nehru et sa politique de non-alignement un des leaders du Tiers monde[43].
- 16 mai : accord militaire entre le Cambodge et les États-Unis[40].
- 18 mai : loi sur le divorce et le mariage en Inde (Hindu Marriage Act)[44].
- 20 mai, Viêt Nam : la France évacue le secteur de Haïphong[45].
- Mai : en Birmanie, affaibli, le Drapeau Blanc birman accepte le jeu démocratique et la prise du pouvoir dans la légalité. Il constitue un Front national unifié birman des mouvements de gauche qui obtient près du tiers des voix aux élections d’avril 1956[46].
- 27 juillet : premières élections fédérales en Malaisie : l’Organisation nationale unifiée malaise (UMNO), l’Association sino-malaysienne (MCA) et le Congrès indo-malaysien (MIC) forment une alliance, menée par le dirigeant de l’UMNO, Tunku Abdul Rahman, qui remporte 51 des 52 sièges à pourvoir[47].

- 18 août : rupture des relations diplomatiques entre l’Inde et le Portugal à la suite d’une tentative d’invasion pacifique de Goa par des nationalistes réprimée par les Portugais[48].
- 29 septembre : premières élections en Indonésie qui donnent un DPR (assemblée nationale) où aucun parti n’a la majorité et où un seul, le Masyumi musulman, a une audience significative en dehors de Java[49]. Elles renforcent la position des partisans d’un État neutre sur le plan religieux. Le progressisme de Soekarno qui souhaite intégrer le Parti communiste indonésien dans le gouvernement heurte les partis musulmans et l’armée.
- 3 octobre[50] : au Cambodge, Norodom Sihanouk se proclame Premier ministre après la victoire de son parti, le Sangkum, aux élections législatives du 11 septembre[40].
- 26 octobre : proclamation à Saïgon de la République du Viêt Nam (Ngô Dinh Diêm président). Déposition de l’empereur Bao Dai au Viêt Nam à la suite du référendum du 23 octobre[51]. Ngô Dinh Diêm, élu chef de l’État, institue une véritable dictature et se tourne de plus en plus vers les États-Unis.
- 10 décembre : la Coalition Libéraux/Nationaux de Robert Menzies remporte les élections fédérales australiennes[52].
- 15 décembre : une délégation russe, composée de Boulganine et Khrouchtchev, arrive à Kaboul[53]. L’Afghanistan, mécontent à propos d’un pacte d’assistance militaire conclu entre les États-Unis et le Pakistan, se rapproche de l’Union soviétique. Le Premier ministre soviétique Nikolaï Boulganine se dit favorable à la création d’un État du Pachtounistan[54].
- Hiver 1955–1956 : révolte de Kangding. Rébellion des Tibétains de l’Amdo et du Kham contre le pouvoir chinois[55].

### Proche-Orient
- 10 février : gouvernement Sabri al Assali en Syrie ; la coalition hostile au pacte de Bagdad, animée par Albert Hourani arrive au pouvoir[56]. Elle se rapproche de l’Égypte avec qui elle signe un accord de coopération militaire le 2 mars. L’Arabie saoudite se joint à l’alliance le 6 mars, clairement dirigée contre l’Irak[57]. Un accord de vente d’armes tchèques est conclu avec la Syrie.
- 17 février : David Ben Gourion devient ministre de la Défense en Israël[58]. Il préconise une politique de force face à l’Égypte. Devant le réarmement de l’Égypte par l’URSS, il élabore en octobre avec Moshe Dayan, chef d’état-major, un plan d’invasion du Sinaï[59].

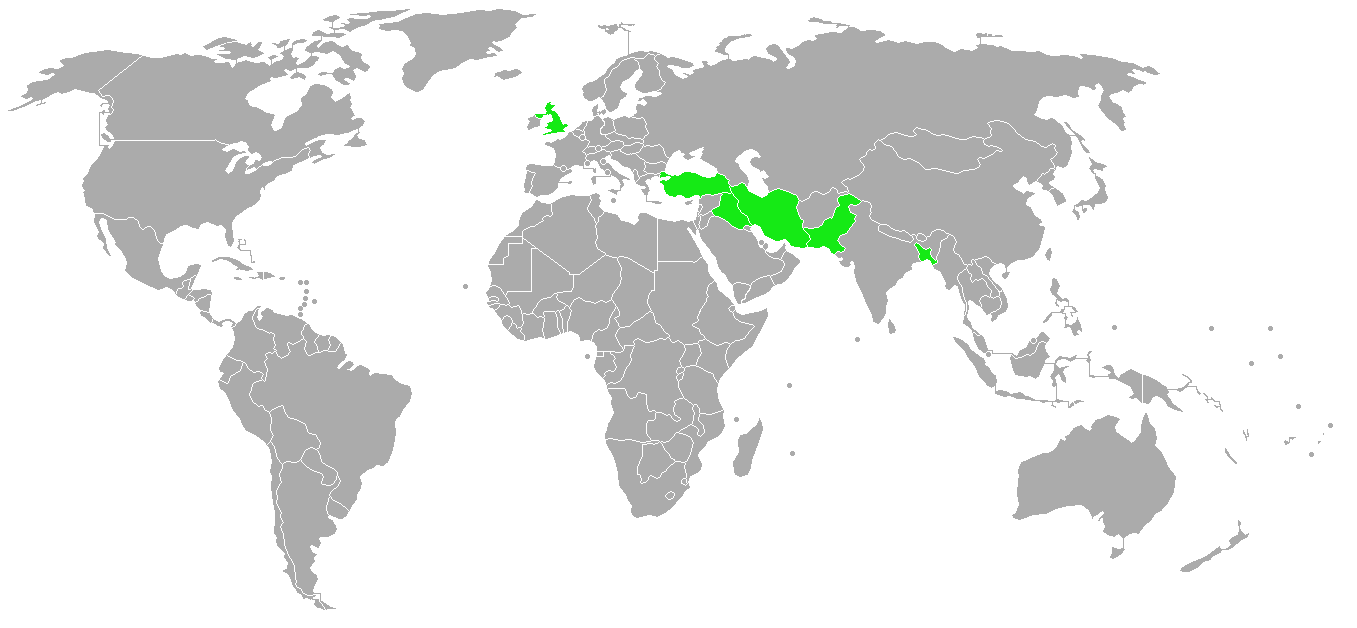
24 février : pacte de Bagdad

- 24 février : signature du pacte de Bagdad entre l’Irak et la Turquie[60] ; le Royaume-Uni adhère au pacte le 2 avril, le Pakistan le 1er juillet, l’Iran le 11 octobre[61]. En avril, Gamal Abdel Nasser reçoit la garantie de Londres (Anthony Eden) que l’Irak sera le seul membre arabe du pacte[62].
- 28 février : attaque d’un camp militaire égyptien dans la région de Gaza par des forces israéliennes menées par Ariel Sharon, en représailles au meurtre d’un civil israélien par un groupe d’infiltrés palestiniens en territoire israélien[63].
- 29 mars : la résolution 106 du Conseil de sécurité des Nations unies relative à la question de la Palestine condamne l’attaque israélienne du 28 février[58].

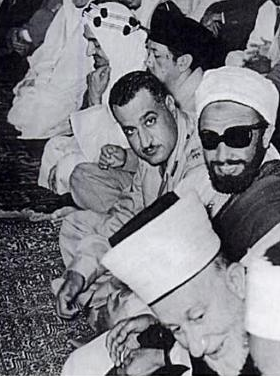
Nasser, Faisal, Ahmad ben Yahya et Husayni à Bandung.

- 17 - 24 avril : à la conférence afro-asiatique de Bandung, Nasser se présente comme le véritable leader du monde arabe. Il adhère au neutralisme et affirme vouloir prendre ce qu’il y a de meilleur dans le capitalisme et le socialisme sans dépendre d’un des deux systèmes. Pour contrebalancer le pacte de Bagdad, il se rapproche de l’Union soviétique, qui lui propose des livraisons d’armes. Nasser refuse d’abord et se tourne vers les Occidentaux. Le Royaume-Uni n’accepte que si l’Égypte adhère au pacte de Bagdad. Les États-Unis donnent la priorité à l’armement de l’Irak. La France refuse en raison du soutien de Nasser aux indépendantistes d’Afrique du Nord. Finalement, l’Égypte signe un accord secret d’armement avec l’URSS par la Tchécoslovaquie, annoncé publiquement le 27 septembre[43].
- 22 avril, Syrie : le colonel Adnan al-Malki, vice-chef d’état-major de l’armée, est assassiné par un militant du PPS. Une violente répression s’abat sur ce parti, dont les chefs sont condamnés à mort par contumace. Il disparaît de la vie politique[64].
- 22 juin : rendu du verdict de première instance dans l’affaire Kastner en Israël.
- 29 juin : en Israël, chute du gouvernement Sharett I suite au verdict retentissant dans l’affaire Kastner.
- 18 août : Choukri al-Kouatli est réélu président de la République en Syrie (fin en février 1958)[65].
- 26 juillet : le Mapaï remporte les élections législatives en Israël[58].
- 26 août :  le « plan Alpha », processus de paix reposant sur le principe de non-agression entre l’Égypte et Israël, en échange de concessions israéliennes dans le Néguev, est rendu public par John Foster Dulles[66].
- 6 - 7 septembre : pogrom d’Istanbul ; violentes émeutes contre la minorité grecque, suivies de pillages, provoquée par la rumeur d’un attentat contre le consulat turc de Thessalonique[67].
- 13 septembre : Saïd al-Ghazzi, Premier ministre de Syrie (fin le 2 juin 1956[68].
- 18 septembre : dans un discours devant la Knesset, le Premier ministre israélien Moshe Sharett demande aux puissances occidentales de fournir des armes à Israël[58].
- 27 septembre : Nasser annonce l’armement de l’Égypte par la Tchécoslovaquie et l’URSS[66].
- 11 octobre : le Conseil de la Ligue arabe décide de ne pas ratifier le plan Johnston unifié, sans toutefois le rejeter totalement[69]. Israël a abandonné ses revendications sur les eaux du Litani. En réponse, les pays arabes acceptent qu’Israël utilise les eaux du Jourdain dans d’autres régions tel le Néguev. Le plan Johnston est relancé mais les raids israéliens contre la Syrie et Gaza annulent le rapprochement des parties.
- 20 octobre : les troupes britanniques s’emparent de l’oasis de Buraymi revendiqué par l’Arabie saoudite contre le sultanat d’Oman et Abou Dabi[70].

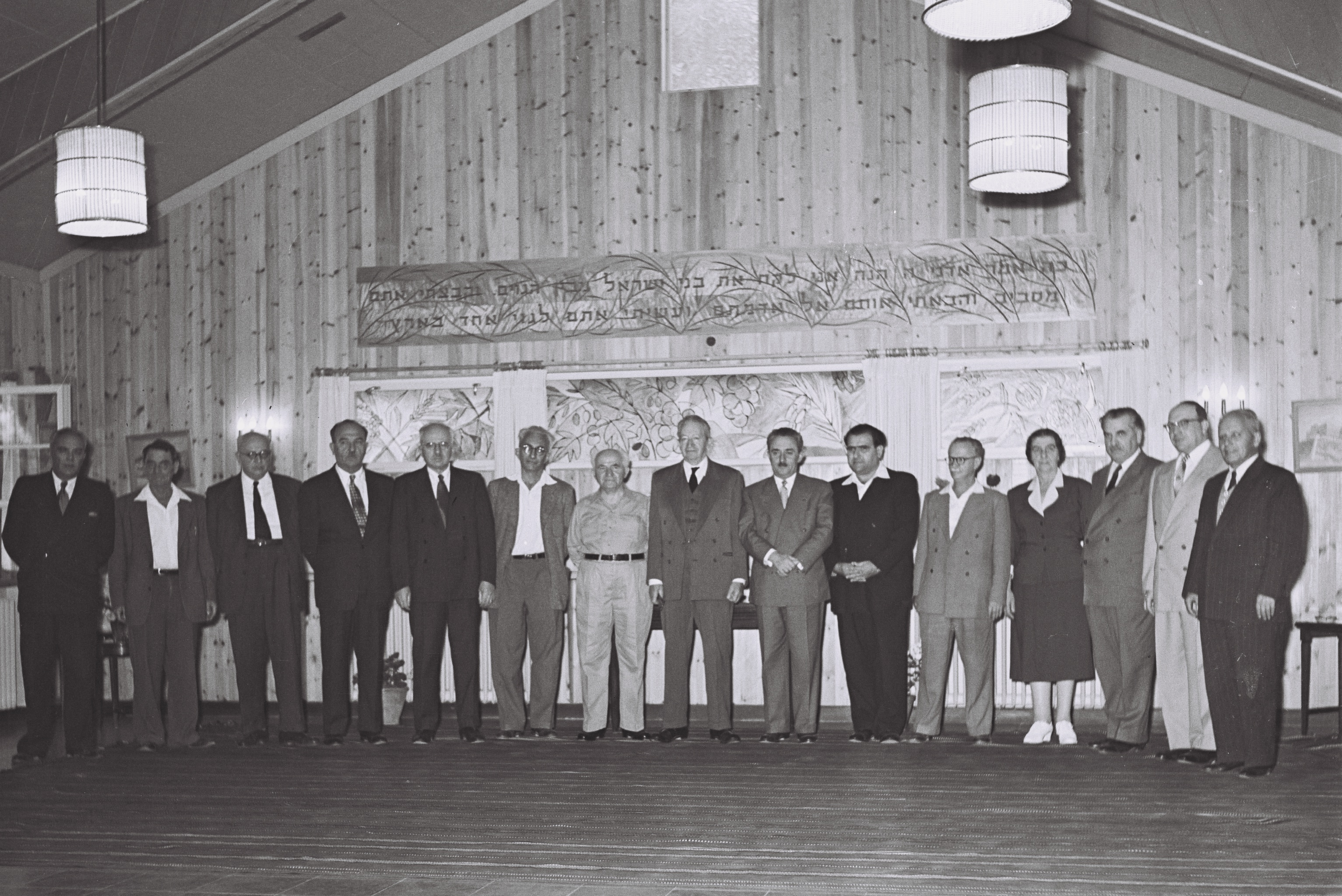
2 novembre : gouvernement Ben Gourion.

- 1er - 2 novembre : l’armée israélienne attaque les positions égyptiennes dans la région d’el-Auja, s’assurant le contrôle d’une des principales voies d’accès vers le Sinaï[71].
- 2 novembre : en Israël, David Ben Gourion redevient Premier ministre[58].
- 20-22 novembre : réunion à Bagdad de la première conférence des pays adhérents du pacte de Bagdad[61].
- 11-12 décembre : un raid israélien contre des villages syriens au nord du lac de Tibériade fait 56 morts et 30 disparus[58].

### Europe

#### Europe de l’Est

Les pays du pacte de Varsovie

- 8 février : Gueorgui Malenkov, critiqué pour ses erreurs dans la politique agricole et ses « tendances droitières » par le Comité central doit démissionner et le maréchal Nikolaï Boulganine prend sa succession à la présidence du Conseil des Ministres d’URSS[72].
- 25 mars : fondation en République populaire de Hongrie du cercle Petöfi au sein des  Jeunesses communistes[73]. Il organise de nombreux débats sur l’économie, l’historiographie, la philosophie marxiste, le sort des volontaires de la guerre d'Espagne qui ont été décimés, sur la presse (27 juin 1956)[74].
- 18 avril : Imre Nagy est démis de ses fonctions de président du Conseil en République populaire de Hongrie et chassé du Parti des travailleurs hongrois sous prétexte de nationalisme antisoviétique et d’incapacité à se conformer au modèle politique de l’URSS[75].
- 7 mai : dénonciation par l’URSS du pacte franco-soviétique de 1944 et le traité anglo-soviétique de 1942[76].

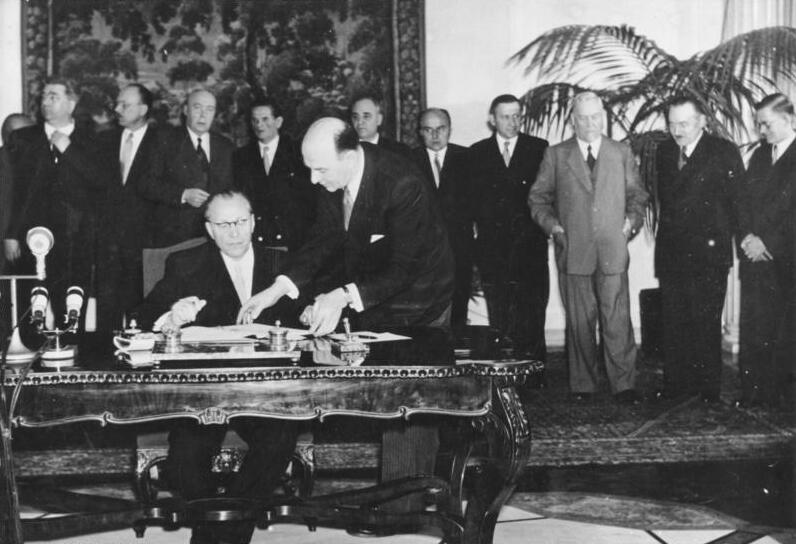
14 mai : signature du Pacte de Varsovie.

- 14 mai : signature du Pacte de Varsovie, « traité d’amitié, de coopération et d’assistance mutuelle avec la formation d’un commandement unifié » pour une durée de 20 ans, entre l’URSS, la République tchécoslovaque, la République populaire de Pologne, la République populaire de Bulgarie, la République populaire de Hongrie, la République populaire roumaine, la République populaire d’Albanie, et la République démocratique allemande, sous l’égide de l’URSS en réplique aux accords de Paris (1954), qui permettaient le réarmement de la RFA par son intégration au sein de l’OTAN[72].
- 15 mai : l’URSS diminue ses troupes stationnées en Roumanie après la signature du traité avec l’Autriche[72].
- 26 mai-3 juin : réconciliation entre l’URSS et la République fédérale populaire de Yougoslavie du Maréchal Tito, lors d’un voyage de Nikita Khrouchtchev et de Nikolaï Boulganine dans ce pays[72]. La visite est suivie par un accord d’échanges culturels, un prêt soviétique de 84 millions de dollars et l’annulation de la dette de la Yougoslavie, qui s’élève à 90 millions de dollars[77].
- 2 juin : l’URSS entreprend la construction d’un centre de lancement de fusées à Baïkonour[78].

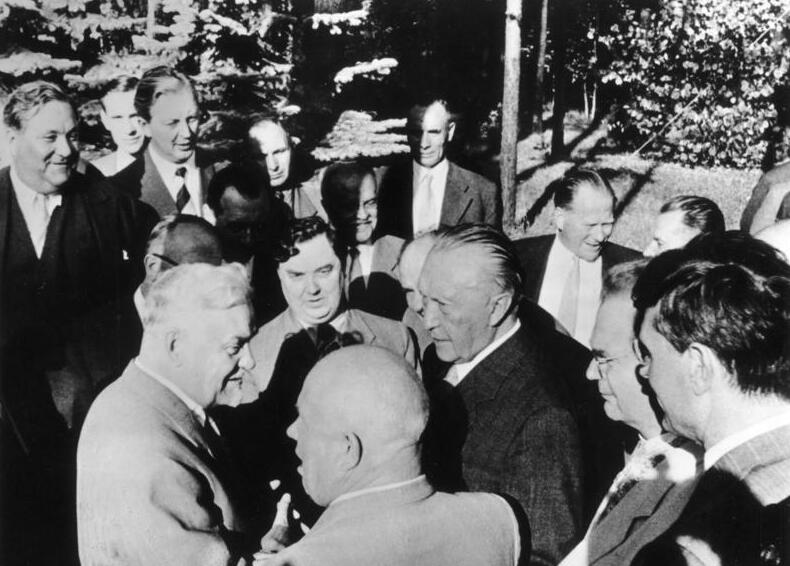
9-13 septembre : visite du chancelier allemand Konrad Adenauer à Moscou ; les discussions avec Boulganine, Malenkov et Khrouchtchev (à gauche) conduisent à l'’établissement de relations diplomatiques entre l’Union soviétique et la République fédérale d’Allemagne.

- 9 septembre : rétablissement des relations diplomatiques entre l’URSS et la RFA[79].
- 20 septembre : abolition du régime d’occupation en Allemagne de l’Est[79]. L’URSS offre une certaine indépendance économique à la RDA, renonçant aux dommages de guerre tout en conservant un important contingent de troupes sur le sol allemand.
- 22 novembre : la première bombe H soviétique à étages RDS-37 explose sur le site du polygone nucléaire de Semipalatinsk au Kazakhstan[80].
- 23-28 décembre : septième congrès du Parti des travailleurs roumains. Gheorghiu-Dej est réélu au poste de premier secrétaire mais abandonne la charge de chef de gouvernement. Nicolae Ceaușescu entre au Politburo du Parti des travailleurs roumains. Le Congrès du Parti communiste roumain salue la réalisation du Ier Plan quinquennal qui a porté la production à trois fois son niveau de 1938 mais avec un certain retard des biens de consommation et adopte le IIe plan quinquennal (1956-1960) qui maintient l’effort sur les industries de base mais privilégie parmi elles la pétrochimie et fixe des objectifs moins ambitieux que le premier plan[81].

#### Europe de l’Ouest
- 18 janvier : arrivée à Madrid de l’infant Juan Carlos, appelé par le général Francisco Franco pour continuer la monarchie[82].
- 5 février : le Président du conseil français Pierre Mendès France présente sa démission[83].
- 5 mars : le président Eisenhower s’engage à maintenir des forces américaines en Europe aussi longtemps que leur présence paraîtra nécessaire[84].
- 31 mars-1er avril : l’EOKA (Organisation nationale de lutte chypriote), dirigée par le colonel Georges Grivas, déclenche la lutte armée pour le rattachement de Chypre à la Grèce[85].
- 5 avril : Sir Winston Churchill (80 ans), premier ministre britannique, démissionne pour cause de maladie - Sir Anthony Eden secrétaire au Foreign Office, lui succède (fin en 1957)[86].
- 12-17 avril : congrès de la Jeunesse ouvrière chrétienne au Portugal, où l’aumônier militant Abel Varzim conteste le régime sur la question des droits de l’homme[87].
- 5 mai : rétablissement de la souveraineté allemande sous le nom de « République fédérale allemande »[79].

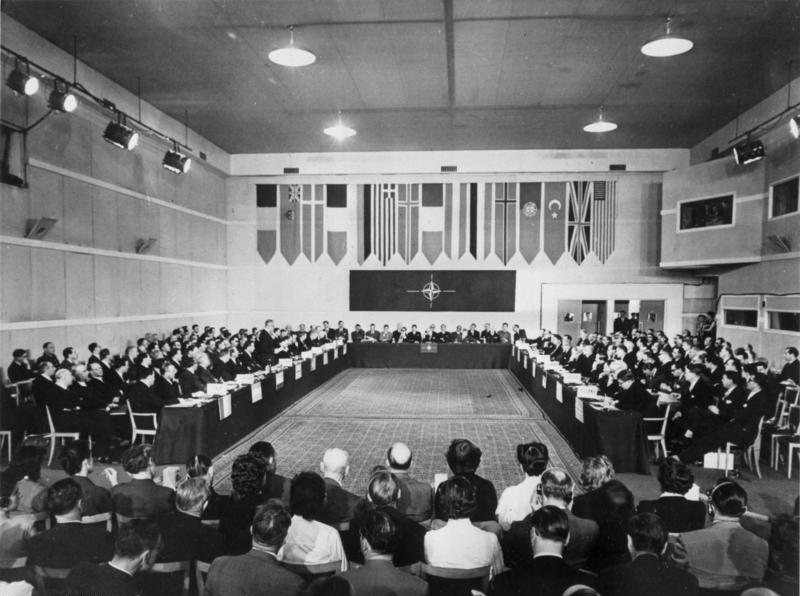
9 mai : ratification des accords de Paris.

- 9 mai : ratification des accords de Paris. La RFA devient membre de l'Alliance Atlantique (OTAN)[79].
- 15 mai : le traité d’État autrichien est signé à Vienne entre les 4 alliés et l’Autriche. Les alliés de la Seconde Guerre mondiale cessent d’occuper le pays qui devient libre et souverain[79].
- 26 mai : victoire des conservateurs aux législatives au Royaume-Uni[88].
- 1er - 3 juin : la conférence de Messine relance la construction européenne et ouvre la voie à la CEE[89].
- 9-13 septembre : : visite du chancelier allemand Konrad Adenauer à Moscou ; les relations diplomatiques sont rétablies entre l’URSS et l’Allemagne de l’Ouest[79].
- 6 octobre :
  - gouvernement conservateur en Grèce de Constantin Caramanlis (fin en 1963)[90].
  - présentation à Paris de la Citroën DS[91].
- 13 octobre : Jean Monnet crée le Comité d’action pour les États-Unis d’Europe[92].
- 23 octobre : la Sarre se prononce par référendum pour le rattachement à la RFA[93].
- 9 novembre : fondation de l’Institut des affaires économiques au Royaume-Uni (Geoffrey Howe, Keith Joseph), centre d’étude et groupe de pression œuvrant en faveur d’une politique économique libérale[94].
- 6 décembre : la neutralité de l’Autriche, adoptée par le Conseil national le 26 octobre, est reconnue par les États-Unis, l’URSS, la France et la Grande-Bretagne[95].
- 11 décembre : affirmation de la doctrine Hallstein. La RFA rompra les relations diplomatiques avec tout pays qui reconnaîtra la RDA[96].
- 14 décembre : Hugh Gaitskell devient le chef de file des travaillistes au Royaume-Uni et s’oppose à la minorité de gauche menée par Aneurin Bevan afin de moderniser l’image du parti et adapter son programme[97].
- 20 décembre : la cité de Cardiff est déclarée la capitale du Pays de Galles[98].

## Décès en 1955

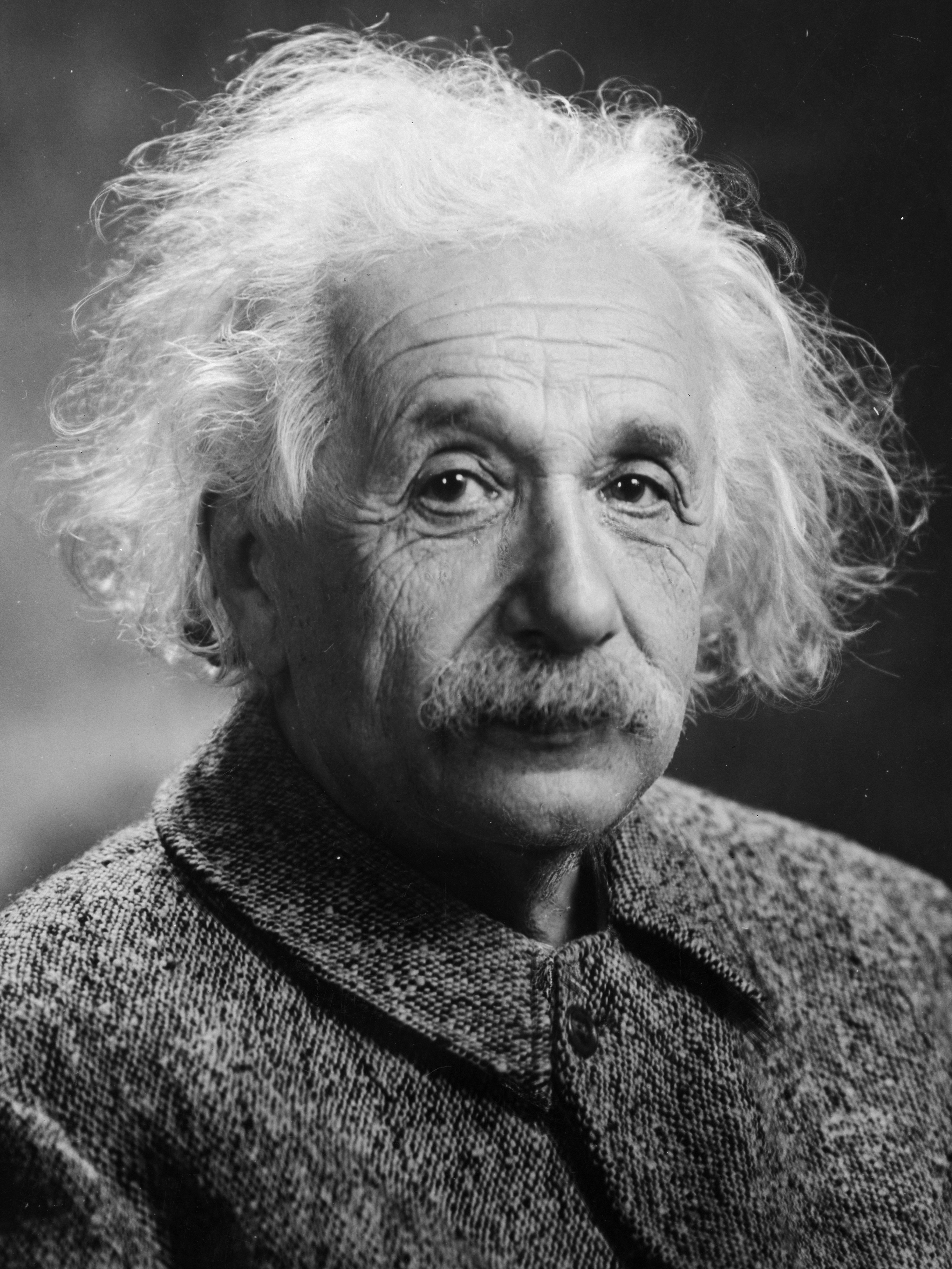
Albert Einstein.

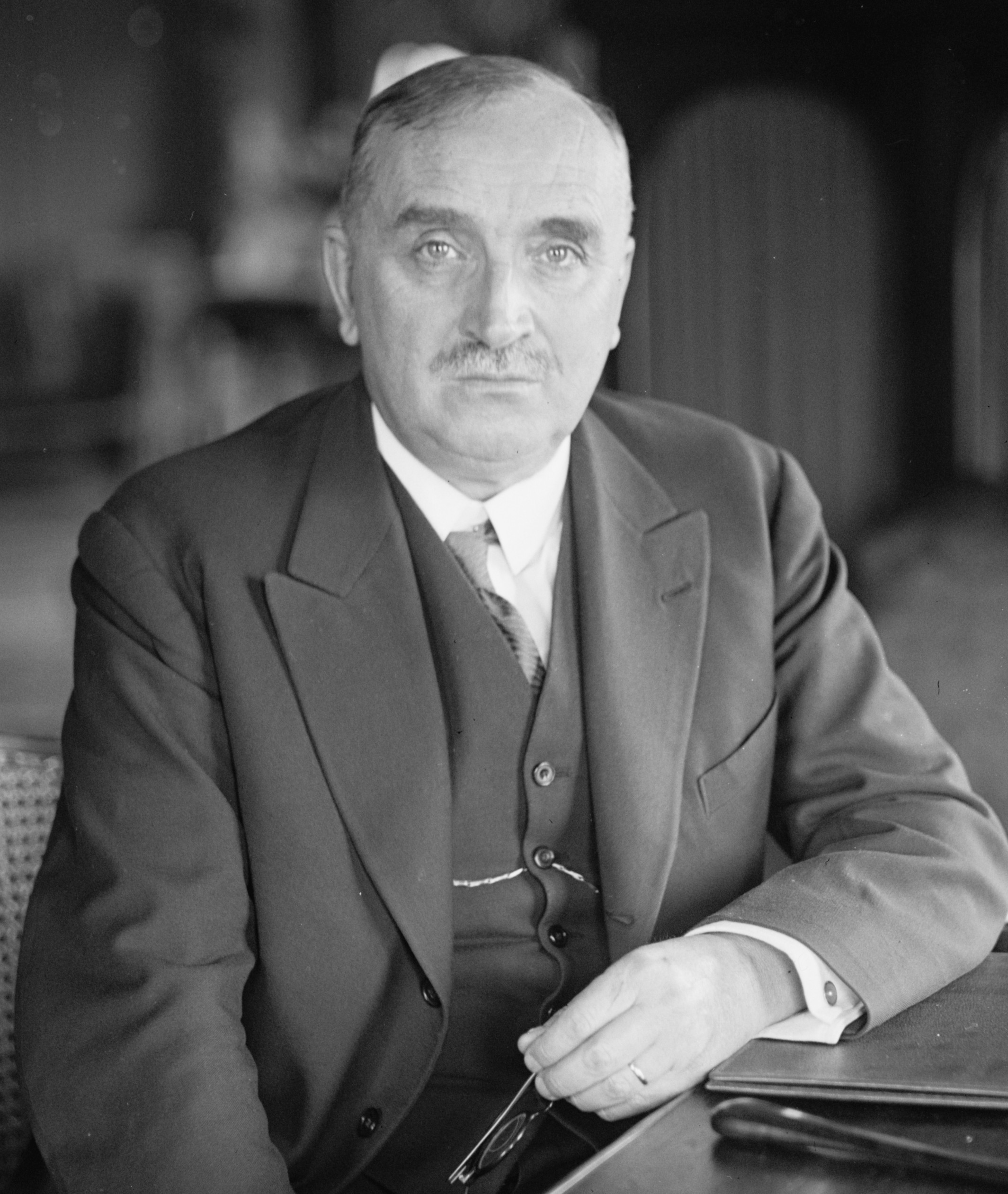
Paul Claudel

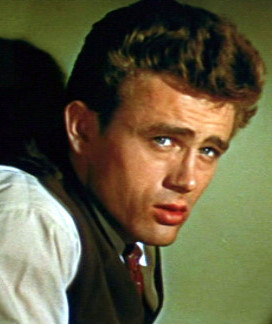
James Dean

### Personnalités majeures décédées en 1955
- 23 février : Paul Claudel (dramaturge et poète français)
- 11 mars : Alexander Fleming (médecin et bactériologiste britannique)
- 12 mars : Charlie Parker (saxophoniste de jazz américain)
- 16 mars : Nicolas de Staël (peintre français d'origine russe)
- 10 avril : Pierre Teilhard de Chardin (jésuite, théologien et paléontologue français)
- 18 avril : Albert Einstein (physicien allemand naturalisé américain)
- 12 août : Thomas Mann (écrivain allemand)
- 17 août : Fernand Léger (peintre français)
- 30 septembre : James Dean (acteur américain)
- 18 octobre : José Ortega y Gasset (philosophe et écrivain espagnol)
- 5 novembre : Maurice Utrillo (peintre français)
- 27 novembre : Arthur Honegger (compositeur suisse)